# Évêché titulaire d'Oea
Le diocèse d'Oea (latin : Dioecesis Oëensis) est un diocèse libyen de l'Église catholique supprimé, puis devenu siège titulaire, son titulaire actuel est Mgr David Kamau Ng'ang'a.

## Histoire
Le diocèse d'Oea était un siège épiscopal de l'Église catholique en Libye, Oea étant une ville importante de l'Afrique romaine, située dans ce qui est aujourd'hui la Libye occidentale. Elle formait avec Sabratha et Leptis Magna un trio de villes qui a donné son nom à la Tripolitaine.
À partir du troisième siècle, on trouve quelques mentions du diocèse d'Auca, bien que sa première mention officielle remonte à l'an 589, lorsque l'évêque Afterius assiste au troisième concile de Tolède.
Le diocèse est encore cité dans la Notitia Episcopatuum rédigée par l'empereur byzantin Léon VI le Sage (886-912).

## Titulaires

### Évêques d'Oea
- Natal † (mentionné en  256)
- Mariniain † (mentionné en 411) (évêque donatiste)
- Saint Cresconius † (avant 467 - après 484)

### Évêques titulaires d'Oea
- Bernardo Maria Beamonte, O.C.D. † (1728 - 1733)
- Francesco di Ottaiano, O.F.M. † (1735 - ?)
- Alessandro Grossi † (1876 - 1889)[2]
- Luigi Giuseppe Lasagna, S.D.B. † (1893 - 1895)
- Jean-Baptiste Grosgeorge, M.E.P. † (1896 - 1902)
- Francesco Bacchini † (1905 - 1908)
- Vittore Maria Corvaia, O.S.B. † (1908 - 1913)
- Salvatore Ballo Guercio (it) † (1920 - 1933 nommé évêque de Mazara del Vallo)
- Camille Verfaillie, S.C.I. † (1934 - 1980)
- Michel Coloni † (11 mai 1982 - 30 janvier 1989, nommé archévêque de Dijon)
- Michel Dubost, C.I.M. (9 août 1989 - 7 mars 1998)
- David Kamau Ng'ang'a, depuis le 22 décembre 1999